# Seeschlacht bei den Downs
Westeuropa

Oosterweel – Dahlen – Heiligerlee – Jemgum – Jodoigne – Le Quesnoy – Brielle – Mons – Goes – 1. Mechelen – Naarden – Middelburg – Haarlem – Alkmaar – Geertruidenberg – Leiden – Delft – Valkenburg – Mooker Heide – Schoonhoven – Zierikzee – 1. Antwerpen – Gembloux – Rijmenam – 1. Deventer – Borgerhout – 1. Maastricht – 2. Mechelen – 1. Steenwijk – Kollum – 1. Breda – Noordhorn – Niezijl – Lochem – Lier – Eindhoven – Steenbergen – Ghent – Aalst – 2. Antwerpen – IJsseloord – Empel – Boksum – 1. Grave – 1. Venlo – Axel – Neuss – 1. Rheinberg – Zutphen – 1. Sluis – 1. Bergen-op-Zoom – 2. Geertruidenberg – 2. Breda – 2. Zutphen – 2. Deventer – Delfzijl – Knodsenburg – 1. Hulst – Nijmegen – Rouen – Caudebec – 2. Steenwijk – 1. Coevorden – 3. Geertruidenberg – 2. Coevorden – Groningen – Huy – 1. Groenlo – Lippe – Calais – 2. Hulst – Turnhout – 2. Rheinberg – 1. Moers – 2. Groenlo – Bredevoort – Enschede – Ootmarsum – 1. Oldenzaal – 1. Lingen – 1. Schenckenschans – Zaltbommel – Rees – San Andreas – Nieuwpoort – 3. Rheinberg – Ostende – 1. 's-Hertogenbosch – 2. Grave – Hoogstraten – 3. Sluis
Zwölfjähriger Friede

2. Lingen – 3. Groenlo – Aachen – Jülich – 2. Bergen op Zoom – Fleurus – 3. Breda – 2. Oldenzaal – 4. Groenlo – 2. 's-Hertogenbosch – Slaak – 2. Maastricht – Leuven – 2. Schenkenschans – 4. Breda – 2. Venlo – Kallo – 3. Hulst
Europäische Gewässer

Vlissingen – Borsele – Haarlemmermeer – Zuiderzee – Schelde – Lillo – Ponta Delgada – Bayona Islands – Golf von Almería – 1. Cadiz – Azoren – Straße von Dover – 2. Sluis – 1. Kap St. Vincent – 1. Gibraltar – 2. Gibraltar – 2. Cadiz – Lizard Point – Dünkirchen – Calais – Downs – 2. Kap St. Vincent – 2. St. Martin
Amerika

Bahia – Matanzas – St. Martin – San Juan – Abrolhos – Pernambuco – Südchile
Ostindien

Playa Honda – 1. San Salvador – 2. San Salvador – La Naval de Manila – Puerto de Cavite
Die Schlacht in den Downs fand während des Achtzigjährigen Krieges am 21. Oktoberjul. / 31. Oktober 1639greg. in den Downs im Ärmelkanal statt. Die Flotte der Vereinigten Niederlande unter Admiral Maarten Tromp besiegte die spanisch-portugiesische Flotte von Admiral Antonio de Oquendo.

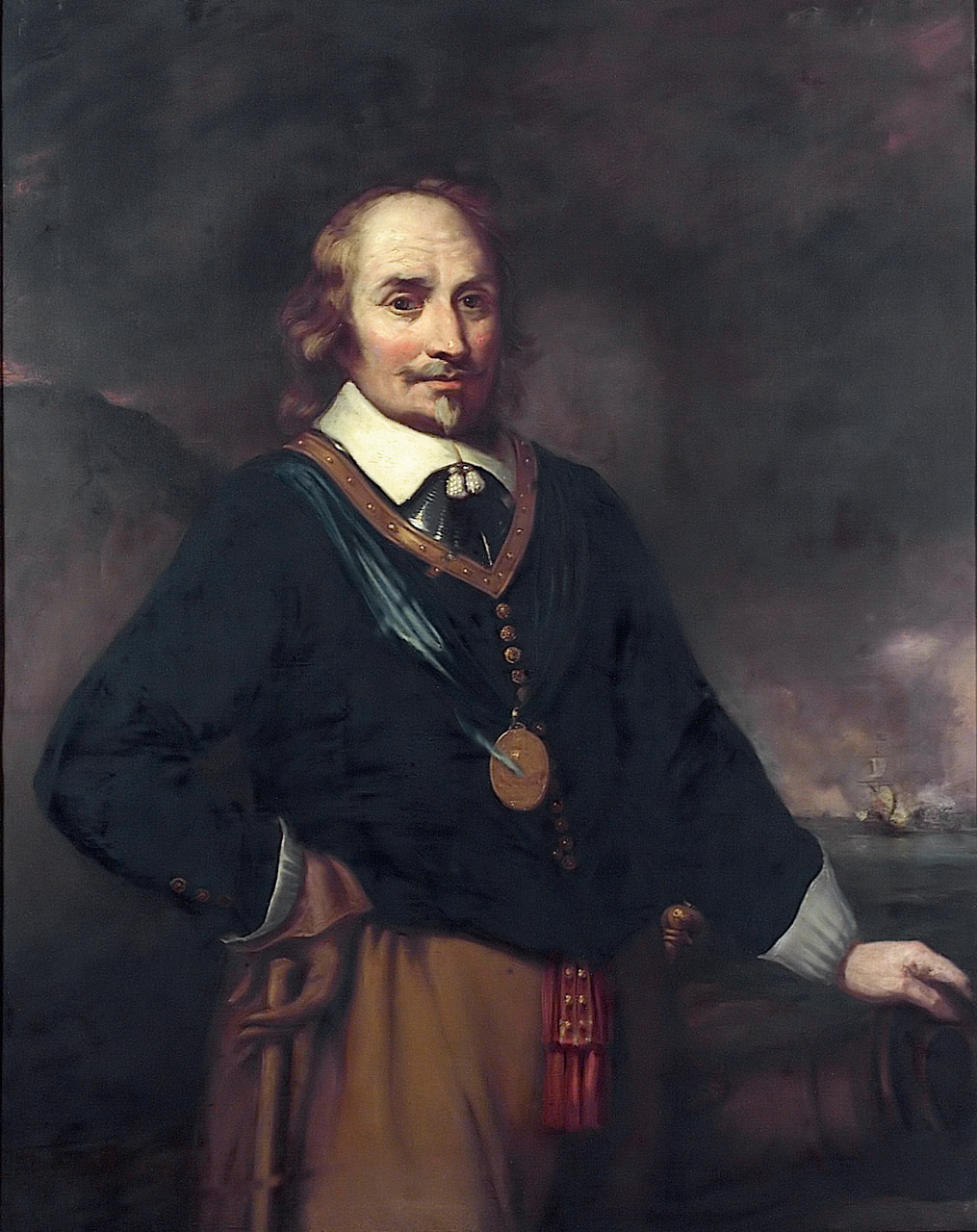
Maarten H. Tromp
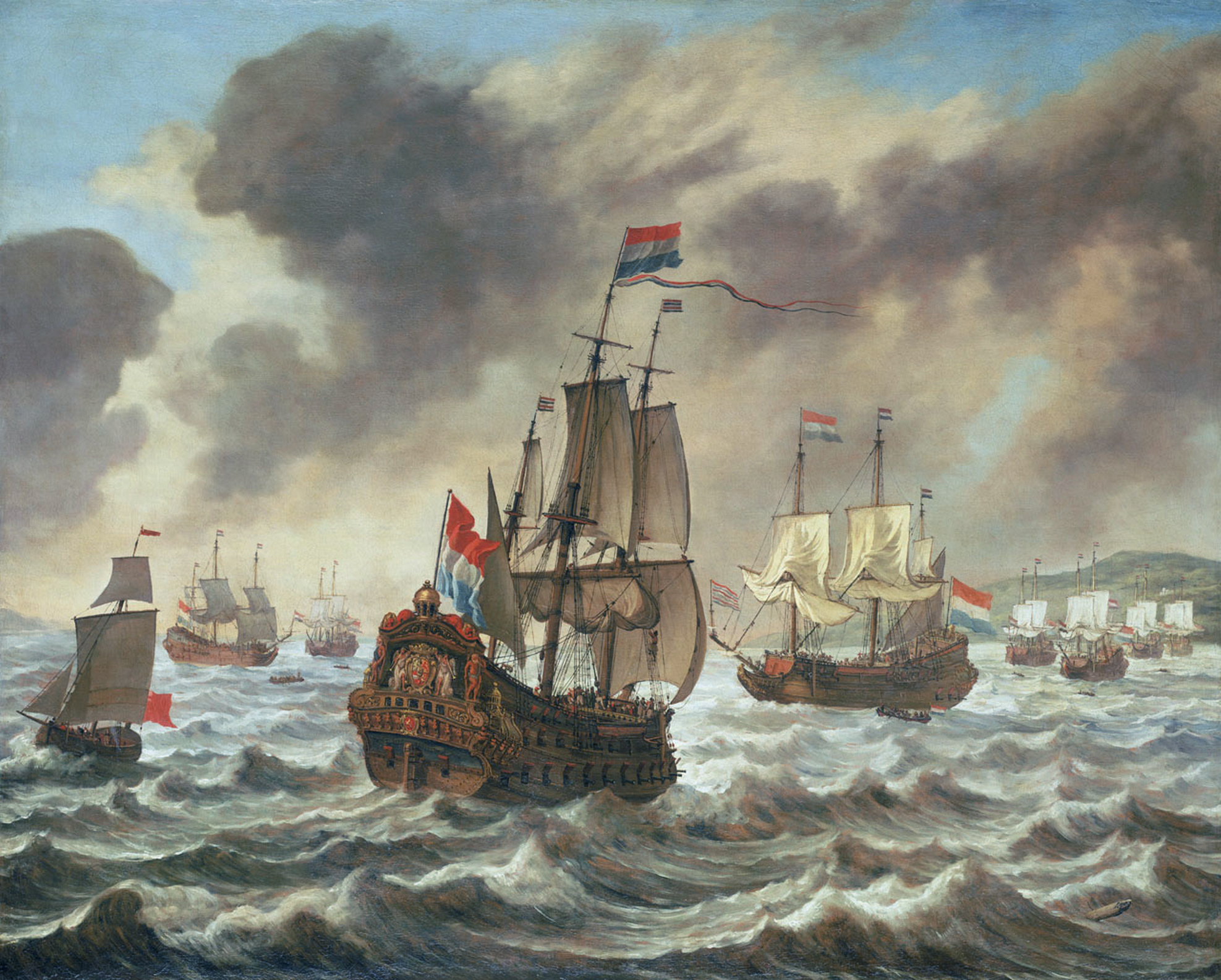
Die Holländische Flotte vor der Schlacht, zeitgenössisches Gemälde
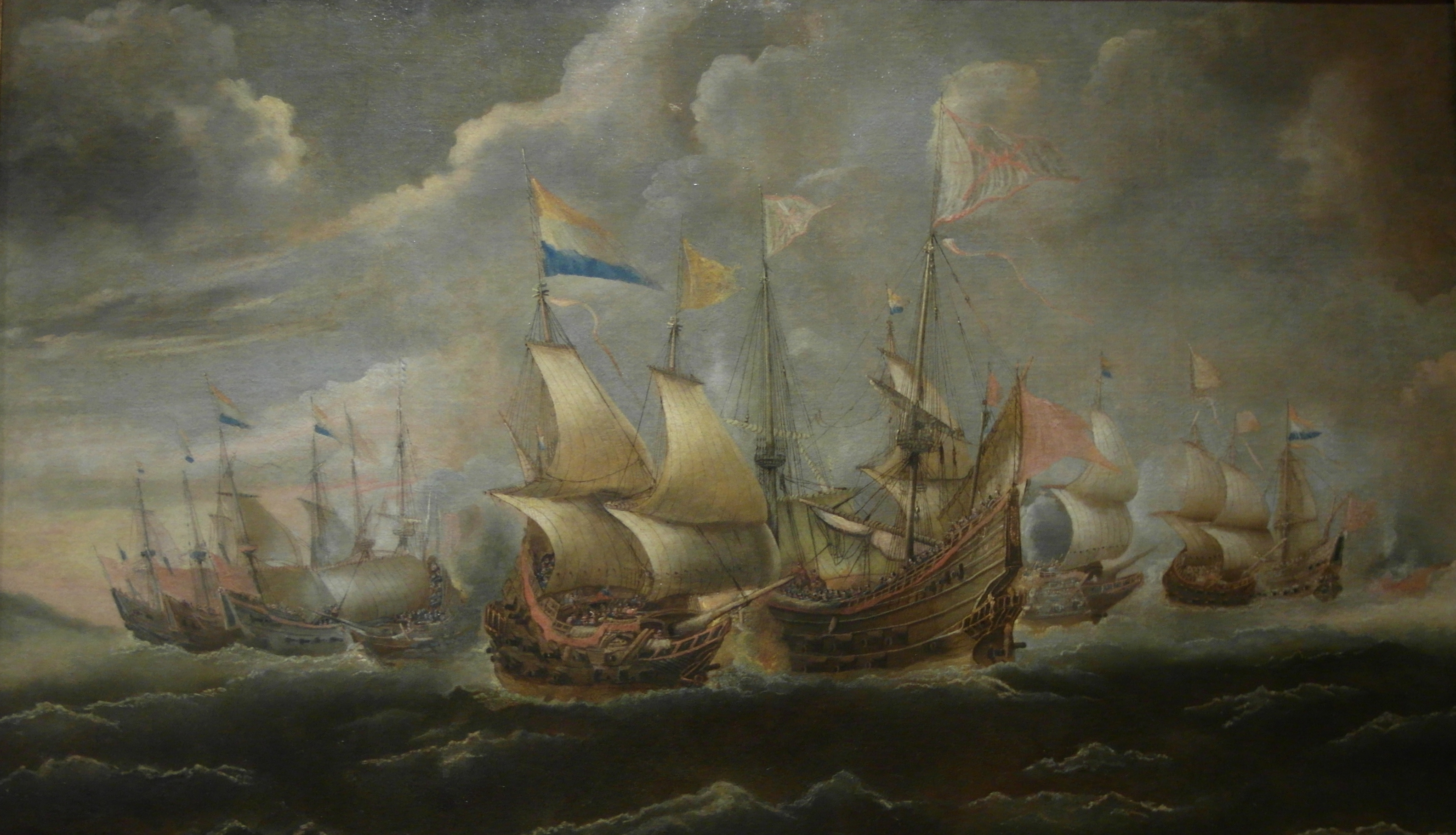
Seeschlacht bei den Downs
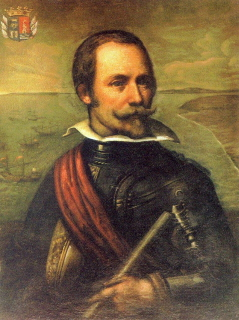
Antonio de Oquendo

Die spanische Flotte von mehr als 70 Schiffen befand sich auf dem Weg von La Coruña nach Dünkirchen. An Bord befanden sich etwa 24.000 Mann Verstärkung für die spanische Armee in den Niederlanden. Auf dem Weg durch den Ärmelkanal wurde sie Ende September von einem niederländischen Geschwader aus rund einem Dutzend Schiffen unter dem Befehl von Tromp gesichtet, der ihr voraussegelte, für einen Angriff aber weitere Unterstützung abwartete. Als er nach einigen Tagen Verstärkung durch mehrere Schiffe unter Vizeadmiral Witte de With erhielt, griff er die Spanier an, wobei er seine Schiffe in Kiellinie formierte. Dies war die erste bekannte Anwendung der Linienschifftaktik, die sich danach als Standard in der Seekriegsführung durchsetzte. Indem er das Feuer seiner Schiffe auf die stärksten gegnerischen Schiffe konzentrieren ließ, konnte er diese schwer beschädigen und die Spanier zum Abdrehen bringen.
De Oquendo, der nicht riskieren wollte, die ihm anvertrauten Truppen zu verlieren, gab Anweisung, die Flotte in den Downs neuzuordnen, einem flachen Meeresgebiet vor der Küste von Kent. Das wurde als englisches und somit neutrales Gebiet betrachtet. Er hoffte, dass das jahreszeitlich übliche schwere Wetter die Niederländer in die Häfen zwingen würde. Diese nutzten die Zeit, die die Spanier mit Reparaturen verbrachten, um ihre Pulvervorräte zu erneuern. Nachdem sie die spanische Flotte bei ihrer Rückkehr immer noch bei den Downs vorfanden, ersuchten sie um weitere Verstärkung für einen neuen Angriff. Die niederländische Admiralität requirierte daraufhin etliche Handelsschiffe, die mit Kanonen bestückt und mit Freiwilligen bemannt wurden. Damit wurde die niederländischen Flotte im Laufe des Oktobers auf insgesamt über 100 Schiffe verstärkt, darunter mehrere Brandschiffe.
Inzwischen hatten die Spanier damit begonnen, Truppen auf englischen Schiffen und unter englischer Flagge nach Flandern zu bringen. Tromp reagierte darauf, indem er die Schiffe anhielt und durchsuchen ließ.
Am 31. Oktober griff Tromp bei günstigem Wind mit drei Geschwadern die vor Anker liegenden Spanier an. Weitere Geschwader bildeten einen Flankenschutz und behielten die in der Nähe liegende englische Flotte im Auge. Zahlreiche spanische Kommandanten zogen es vor, ihre Schiffe auf Grund zu setzen, anstatt sie den Holländern zu überlassen, während andere einen Durchbruchsversuch unternahmen. Sie wurden von den Niederländern mit ihren Brandschiffen empfangen. Dabei wurde auch das portugiesische Flaggschiff Santa Teresa in Brand gesetzt. De Oquendo gelang mit wenigen Schiffen der Durchbruch nach Dünkirchen.
Insgesamt verloren die Spanier an diesem Tag über 40 Schiffe und vermutlich mehrere tausend Mann Besatzung und Soldaten. Die niederländischen Verluste lagen bei etwa zehn Schiffen und 1000 Mann. Obwohl diese Schlacht den Krieg nicht entschied, stellte sie eine schwere Schwächung der spanischen Macht zur See und einen Rückschlag für den Krieg in Flandern dar.